# Катализатор Линдлара

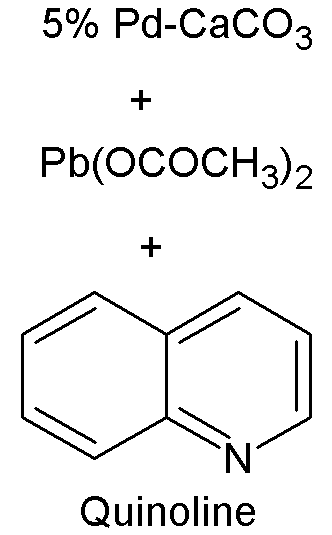
Состав катализатора Линдлара

Катализатор Линдлара — гетерогенный катализатор гидрирования, который применяется для селективного восстановления алкинов до (Z)-алкенов (без дальнейшего восстановления до алканов), а также для восстановления азидов и нитросоединений до аминов. Представляет собой палладий, нанесённый на карбонат кальция и отравленный какой-либо солью свинца или серой.

## Физические свойства
Катализатор Линдлара представляет собой тёмно-серый или чёрный порошок, содержащий 5 % палладия. Нерастворим в большинстве органических растворителей, несовместим с водой и кислотами.

## Применение
Основной сферой применения катализатора Линдлара является селективное восстановление алкинов до (Z)-алкенов. Обычно гидрирование в таких случаях резко останавливается после поглощения алкином одного эквивалента водорода. Терминальные алкины восстанавливаются быстрее внутренних, а алкены медленнее алкинов. Сопряжённые енины восстанавливаются до сопряжённых диенов с отличной селективностью. Также хорошо восстанавливались тройные связи, сопряжённые с одной или двумя карбонильными группами.
Редким применением катализатора Линдлара являются реакции окисления. Так, метакролеин был окислен в его присутствии до метилметакрилата с высокой селективностью и конверсией.

## Меры предосторожности
Катализатор можно хранить в закрытой таре вдали от растворителей и отравляющих веществ (содержащих серу и фосфор). В присутствии растворителей катализатор Линдлара становится пирофорным. Суспендировать его в реакционной смеси нужно в инертной атмосфере, а при фильтрации не допускать полного высыхания осадка.